# František Urban (voják)
František Urban (16. září 1902 Litovel – 1. února 1986 Hronská Dúbrava) byl československý důstojník, účastník Slovenského národního povstání a vězeň gulagu.

## Život

### Před druhou světovou válkou
František Urban se narodil 16. září 1902 v Litovli v rodině Antonína Urbana a Anny, rozené Maulerové. Mezi lety 1918 a 1922 vystudoval Zemské reálné gymnázium v rodném městě. Prezenční vojenskou službu nastoupil 1. října 1922 v Kroměříži a již po třech dnech zahájil studia na Vojenské akademii v Hranicích. Po zdárném ukončení studií zde a po absolvování aplikační školy pro pěchotu v Milovicích sloužil do září 1929 jako velitel čety u pěšího pluku 43 v Brně. Následně byl převelen k pěšímu pluku 26 do Krupiny, kde se posunul do pozice druhého pobočníka velitele pluku. Mezi lety 1932 a 1935 studoval na Vysoké škole válečné v Praze, následně byl ustanoven přednostou 2. oddělení velitelství 11. divize v Košicích. Během pobytu na Slovensku se oženil s Elenou Pázmaniovou, manželům se v roce 1938 narodila dcera Elena Otýlie Anna a v roce 1953 dcera Silvia. Kariéru v prvorepublikové armádě zakončil František Urban na pozici přednosty 2. oddělení VI. sboru. Dosáhl hodnosti kapitána.

### Druhá světová válka
Po rozpadu Československa v březnu 1939 se František Urban z rodinných důvodů rozhodl zůstat na Slovensku a vstoupit do nově vzniklé Slovenské armády. Od května 1939 působil na pozici přednosty operačního oddělení 2. divize v Banské Bystrici. V roce 1940 vstoupil do protifašistického odboje a zapojil se odbojové organizace řízené Vavro Šrobárem, které dodával informace vojenského charakteru, a které následně pokračovaly za pomoci kurýrů do Londýna. Mezi prosincem 1941 a únorem 1942 absolvoval turnus na východní frontu, po návratu mu ale byla za nedostatečné plnění úkolů dočasně odňata příslušnost ke skupině důstojníků generálního štábu, snížen plat a pracovní pozice. Dále působil v Banské Bystrici a v odboji. Vypracoval první plán všeobecného povstání, který ale nebyl využit. Od 1. ledna 1944 působil jako pedagog pěchotní taktiky na Vysoké škole vojenské v Bratislavě, od května téhož roku pak jako náčelník štábu 2. východoslovenské divize v Prešově. Zde navázal spolupráci s odbojovou skupinou tajemníka biskupského úřadu evangelické církve Pavlem Neckárem. Vojenským ústředím připravujícím Slovenské národní povstání nebyl pověřen žádným úkolem a rovněž se netajil nedůvěrou vůči plk. Viliamu Talskému, který měl připravovat 2. divizi na boj s Němci. Ta svůj úkol nezvládla a byla odzbrojena. František Urban dostal první rozkazy od plk. Jána Goliana až v první den odzbrojování a ty byly tím pádem již nesplnitelné. Byl nucen uprchnout a vstoupit v prostoru Bardejova do partyzánské jednotky Alexandr Něvský, se kterou se následně přesunul na povstalecké území. Zde obdržel rozkaz k přesunu na letiště Tri duby a odletu k 1. československému armádní sboru. Místo toho byl v Moskvě zatčen příslušníky NKVD, dva roky vyšetřován, poté obviněn ze spolupráce s Němci a bez soudu odvezen do tábora nucených prací na Sibiř.

### Po druhé světové válce
Z tábora nucených prací byl František Urban propuštěn v červenci 1951 a bez jakéhokoliv vysvětlení v Užhorodu předán československým vojenským orgánům. Domů se vrátil na konci srpna téhož roku. V roce 1960 jej tribunál Moskevského vojenského okruhu plně rehabilitoval a v roce 1965 mu byla navrácena i hodnost podplukovníka. Pracoval jako dispečer dopravy u stavebních firem na středním Slovensku. Zemřel 1. února 1986 v Hronské Dúbravě.

## Publikační činnost
- Na základě zápisků Františka Urbana vznikla kniha Môj osud - dľhá cesta domov (ISBN 978-80-89169-24-5)